# Stadio Bollaert-Delelis
Lo stadio Bollaert-Delelis (IPA: [bɔ'laʁt dələlis], in francese stade Bollaert-Delelis) è un impianto sportivo polivalente francese di Lens.
Nato come Stade des Mines, è intitolato a due importanti figure della vita pubblica cittadina, Félix Bollaert e André Delelis.
Per circa ottant'anni della sua storia tenne solo il nome di Bollaert, un industriale minerario morto nel 1936 che promosse la costruzione dello stadio; nel 2012 fu aggiunto Delelis, già sindaco di Lens e ministro nel governo Mauroy.
Fin dalla sua inaugurazione è l'impianto interno del club calcistico del Racing Club de Lens, e a livello internazionale ospitò il mondiale di calcio nel 1998 e due campionati europei, nel 1984 e nel 2016; fu anche impiegato nel rugby a 15 in due edizioni della coppa del mondo di tale disciplina, nel 1999 e nel 2007, oltre a essere stato estemporaneamente teatro di un incontro internazionale di rugby a 13.
Originariamente capace di un'affluenza massima variabile tra circa 40000 e 50000 persone, dopo la ristrutturazione occorsa per adeguare l'impianto al campionato europeo 2016 si è stabilizzato su una capienza omologata di 38223 spettatori, grazie alla quale è l'unico stadio di Francia il cui numero massimo di spettatori sopravanza quello degli abitanti (31000) della città in cui sorge.
Inizialmente proprietà della cooperativa mineraria che lo costruì, nel 1986 lo stadio passò alla città di Lens e, dal 2025, appartiene al Racing Club de Lens.

## Storia
Il Racing Club Lensois, così com'era chiamato l'attuale RC Lens, nacque nel 1906 ed era uso ingaggiare i lavoratori delle miniere di carbone del Passo di Calais; intorno alla fine degli anni venti uno degli industriali minerari della città, Félix Bollaert, decise di destinare due miniere non più utilizzabili alla costruzione di un impianto di proprietà, e per far ciò utilizzò un centinaio di minatori in sovrannumero.
Lo stadio fu inaugurato nel giugno 1933 come Stade des Mines (Stadio delle Miniere) e nel 1936, alla morte di Félix Bollaert, fu intitolato alla sua memoria.
Nel 1937 il Lens fu promosso in prima divisione e per lungo tempo lo stadio fu uno dei palcoscenici più importanti del calcio francese; il declino dell'attività mineraria, tuttavia, comportò una riduzione degli obiettivi del club nonché l'inizio delle difficoltà di gestione dell'impianto; nel 1974 il Félix-Bollaert fu messo a disposizione gratuitamente della municipalità di Lens e, nel 1986, il club cedette lo stadio alla città per la cifra simbolica di un franco.

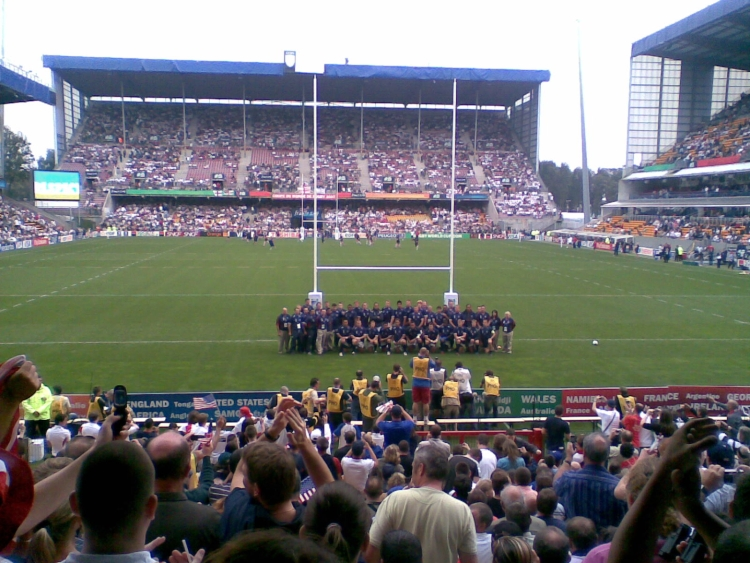
Una fase del dopo partita tra e alla

Nel 1984 Lens fu una delle sedi destinate a ospitare il campionato europeo di calcio che l'UEFA assegnò alla Francia; quattordici anni più tardi fu scelta anche per il campionato mondiale 1998, anche se i lavori di ristrutturazione e adeguamento, che avrebbero dovuto terminare nell'estate 1997, subirono un ritardo per il freddo eccezionale che colpì la regione in quell'inverno e controversie giudiziarie sull'appalto pubblico dei lavori.
Un anno dopo avere ospitato la massima rassegna mondiale di calcio, fu di scena al Félix-Bollaert anche la Coppa del Mondo di rugby 1999 (organizzata dal Galles, ma cui la Francia garantì sostegno logistico) della quale accolse la partita del barrage d'accesso ai quarti di finale tra Argentina e Irlanda, vinta 28-24 dai sudamericani.
Otto anni più tardi, nel mondiale francese 2007, Lens fu di nuovo tra le città scelte per ospitare la manifestazione, nel corso della quale fu sede di tre incontri della fase a gironi.
Nel frattempo rinominato Bollaert-Delelis dopo la morte, nel 2012, dell'ex sindaco di Lens André Delelis, fu ristrutturato per raggiungere la capacità di 38000 spettatori e designato per accogliere alcune gare dell'europeo di calcio 2016, vide disputarsi alcune gare della fase a gironi e l'ottavo di finale tra Croazia e Portogallo.
Nell'ottobre 2012 lo stadio aveva ospitato anche un estemporaneo incontro internazionale di rugby a 13 nell'ambito di un progetto di estensione della disciplina nel Nord: davanti a quasi 12000 spettatori la Francia batté 20-6 il Galles.
Dal 20 maggio 2025 il Bollaert-Delelis è di proprietà del club Lens dietro versamento di circa 55 milioni di euro, dei quali 27 alla città di Lens, proprietaria cedente, e 10 alla regione Alta Francia.
Nel contratto di compravendita è presente una clausola che proibisce qualsiasi cambio di nome all'impianto nei vent'anni successivi all'acquisto.

## Incontri internazionali di rilievo

### Calcio
| Arbitro: | Erik Fredriksson |

|                          |           |  |
| Vandenbergh 28’ Grün 45’ | Marcatori |  |

| Arbitro: | Jan Keizer |

|                 |           |           |
| Völler 25’, 66’ | Marcatori | 46’ Coraș |

| Arbitro: | Ali Bujsaim |

|                 |           |  |
| Blanc 113’ (gg) | Marcatori |  |

| Arbitro: | Carlos Velasco Carballo |

|  |           |               |
|  | Marcatori | 117’ Quaresma |

### Rugby a 13
| Arbitro: | Richard Silverwood |

|                   |      |         |
| Bemba Bosc Stacul | mt   | James   |
|                   | tr   | Seamark |
| Bosc (4)          | c.p. |         |

### Rugby a 15
| Arbitro: | Stuart Dickinson |

|                                              |      |                                           |
|                                              | mt   | 73’ Albanese                              |
|                                              | tr   | 73’ Quesada                               |
| D. Humphreys 4’, 7’, 16’, 26’, 31’, 43’, 61’ | c.p. | 10’, 19’, 25’, 47’, 55’, 65’, 80’ Quesada |
| D. Humphreys 45’                             | drop |                                           |

| Arbitro: | Jonathan Kaplan |

|                                      |      |               |
| J. Robinson 35’ Barkley 40’ Rees 49’ | mt   | 74’ Moeakiola |
| Barkley 40’, 49’                     | tr   | 74’ Hercus    |
| Barkley 5’, 20’, 30’                 | c.p. |               |

| Arbitro: | Wayne Barnes |

|                                               |      |                               |
| R. Pienaar 18’, 65’ J. Smith 59’ Skinstad 63’ | mt   | 43’ Pulu 70’ Hufanga 73’ Vaki |
| Pretorius 18’ Montgomery 59’                  | tr   | 43’, 73’ Hola                 |
| F. Steyn 52’ Montgomery 75’                   | c.p. | 8’, 78’ Hola                  |